# James Moore Wayne

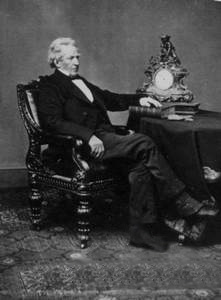
James Moore Wayne (1855)

James Moore Wayne  (* 1790 in Savannah, Georgia; † 5. Juli 1867 in Washington, D.C.) war ein US-amerikanischer Jurist und Richter am Supreme Court. Für den Bundesstaat Georgia war er außerdem Abgeordneter im US-Repräsentantenhaus.

## Leben
1808 machte er einen Abschluss am Princeton College. Nach dem Studium der Rechtswissenschaften in New Haven (Connecticut) und der Aufnahme in die Anwaltskammer im Jahr 1810 praktizierte er als Jurist in Savannah. Während des Britisch-Amerikanischen Krieges diente er im Militär. Anschließend war Wayne von 1815 bis 1816 Abgeordneter im Repräsentantenhaus von Georgia sowie vom 8. September 1817 bis zum 12. Juli 1819 Bürgermeister von Savannah.
In den darauffolgenden Jahren war er als Richter in Georgia tätig, bis er am 4. März 1829 als Demokrat in den Kongress gewählt wurde, wo er die Nachfolge von George Rockingham Gilmer antrat. Am 13. Januar 1835 legte er dieses Mandat nieder, um seine Ernennung als Richter am Supreme Court durch Präsident Andrew Jackson annehmen zu können; er folgte dem verstorbenen William Johnson. Vom 14. Januar 1835 bis zu seinem Tod am 5. Juli 1867 war er als Associate Justice tätig.
James Wayne wurde auf dem Laurel Grove Cemetery in Savannah beigesetzt. 